# Tikopijci
Tikopijci (Engl. Tikopians; Slov. Tikopijci) su maleni polinezijski narod nastanjen na vulkanskom otoku Tikopia u Solomonskim Otocima. Geografski i kulturno Tikopia leži unutar melanezijske zone, ali Tikopijci i njihov jezik Tikopia-Anuta, pripadaju polinezijskoj grani Austronezijaca. –Tikopia je prekrivena tropskom vegetacijom a narod se bavi hortikulturom, ribolovom i sakupljačkim poslovima. Na otoku nema životinjskog svijeta, pa nema ni lova, i glavni izvor proteina je morska fauna. Riba se lovi iz kanua mrežama ili uz rifove. Glavnina hrane je biljnog porijekla, kultivirana ili divlje ubrana. Uzgaja se taro, yam, manioka, sago, pulaka, kokosov orah, banane, duhan. Muški posao Tikopijaca je ribolov, čišćenje polja, izrada mreža i drvodjeljski poslovi. Do polja dolaze tehnikom slash-and-burn (posijeci-i-spali), a glavna alatka je kopačica, prethodnica motike. Ženski posao je uz domaćinstvo izrada hasura, tape (platna od lika, unutrašnje kore drveta) i sakupljanje divlje biljne hrane.

## Društvena organizacija
Ovaj maleni narod organiziran je klanski u 21 selo duž morske obale. Seoskog starješine nema, a seoska gospodarstva mogu biti sastavljena od jedne nuklearne obitelji, ali nisu rijetke ni proširene. Selo je značajna jedinica i u kooperativnim ekonomskim aktivnostima. Dvadeset i jedno selo Tikopijaca podijeljena su na dva socio-geografska distrikta, imenovana Ravenga i Faea. Slično kao kod nekih američkih društava podijeljenih na dualne polovice, odnos između ova dva distrikta ogleda se u njihovom rivalstvu, pa i u neprijateljstvu. Podjela seže i dalje na četiri patrilinearna klana, tako ih zove Firth (1936. i 1959.), na koje je distrikt podijeljen. Osim ove podijele 'klan' se dalje segmentira na konsangvinealne patriklanove, to jest porijeklo im je od istog pretka. Gotovo isti model nalazimo kod totemskih plemena Amerike, gdje je recimo medvjed, praotac medvjeđem klanu. 'Patrilineage', odnosno patriklan (možemo reći 'loza' ili 'kin') su predvođeni poglavicama 'maru', oni su općenito najstarije glave u selu i direktnoj srodnoj vezi s pretkom. Maru ili 'lineage poglavica' ima veliku važnost za političke, ritualne i ekonomske funkcije. Poglavica 'klana' (ariki) još je važniji od Marua, on je određen primogeniturno, prvorodstvom i direktni je potomak klanskog pretka. Poglavice klanova (ariki) su političke i ritualne vođe 'klana'. Oni teoretski posjeduju svu zemlju i ključne su figure za proizvodnju i distribuciju, kao i glavni agenti socijalne kontrole. Svaki ariki ima dva savjetnika (advizora) jedan za ritualne drugi za sekularne ili svjetovne poslove. U novije vrijeme, uvođenjem kršćanstva i dolaskom misionara, poslovi advizora počeli su gubiti na važnosti.
Ženidbene veze u tikopijskom društvu zabranjene su među srodnicima prvog stupnja kako je određeno prema njihovom sistemu srodstva. Niti 'lineage' niti 'klan' nemaju funkcije egzogamnih jedinica. U tu svrhu narod je organiziran u dvije posebne klase. Poligamija je dozvoljena ali prevladava monogamija.
Rečeno je da je klanski poglavica ujedno i ritualni vođa, on služi kao svećenik, a svoju religioznu snagu (manu) crpi od bogova. Uz ovo, prema Firthu (1970), 'lineage' ('loza') ima i vođu rituala, imenovan je s matapure ili pure matua, koji je određen ili imenovan od samoga 'arikija'.

## Kontakt s europljanima
Zbog izoliranosti od ostatka svijeta, Tikopija u kontakt s Europljanima dolazi tek u 20. stoljeću. Njihova pomorska putovanja bila su ograničena s ostalim otocima zbog velike udaljenosti i opasnosti od oceanskih putovanja. Pojedinačnih susreta s njima bilo je početkom 19. stoljeća, ali 1927. kada ih posjećuje Firth i piše o njima na terenu, oni su kulturno bili nedirnuti. Susreti s kulturom zapada javljaju se 1950.-tih misionarskim radom, kada neki njihovi rituali gube na važnosti, ali je kultura uglavnom ostala nedirnuta. Do jače vesternizacije zacijelo će doći u 21 stoljeću.

## Vanjske poveznice
- Society-Tikopia  Arhivirana inačica izvorne stranice od 3. ožujka 2016. (Wayback Machine)
- Tikopia Unspoilt  Arhivirana inačica izvorne stranice od 4. veljače 2008. (Wayback Machine)
- The Miracle of Tikopia  Arhivirana inačica izvorne stranice od 15. travnja 2007. (Wayback Machine)